# Fort Batticaloa
Fort Batticaloa is een voormalig Nederlands fort van de Vereenigde Oostindische Compagnie aan de oostkust van Ceylon, het huidige Sri Lanka, nabij de stad Batticaloa.
Het fort (in de begintijd van de VOC Fort Baticalo genoemd) is gebouwd in 1668. Het ligt niet direct aan zee, zoals de andere VOC forten in Sri Lanka, maar op de meest westelijke punt van een eilandje in een lagune, met een smalle uitgang naar zee. Het is een klein fort, met een oppervlakte van ongeveer 100 bij 120 meter. Het is gemaakt van koraalsteen en heeft vier bastions. Het wordt aan twee kanten beschermd door het water van de lagune en aan de andere twee kanten door een gracht, waarin vroeger krokodillen zwommen vanuit de lagune. Bastion Colombo is het grootste, en beschermt samen met de gracht het fort aan de zuidwestelijke landzijde. Ten zuiden daarvan is bastion Galle, vanwaar een muur langs de lagune naar bastion Amsterdam loopt. In deze muur is de waterpoort, met het logo van de VOC en het jaartal 1682. Het is een simpele poort, hoewel een kaart uit 1721 laat zien dat er nog een bouwsel bovenop stond. Vlak naast bastion Galle is nog een met bakstenen dichtgemetseld poortje. Het vierde bastion is Haarlem. Een kleine landpoort bevindt zich tussen de bastions Haarlem en Colombo. Op de bastions staan stenen wachthuisjes en op bastion Colombo staat een klokkentoren. Binnen de muren waren vroeger huizen, opslagplaatsen en bomen. Rond 1700 stond er in het midden een hoge stenen opstelplaats voor geschut, een zogenaamde kat. Op kaarten uit 1721 is die niet meer te zien. Buiten het fort waren pakhuizen. Tegenwoordig staan er in het fort veel overheidsgebouwen, maar meerendeels niet uit de Nederlandse tijd. Ook is er een klein museum met voorwerpen uit de Britse koloniale tijd. Het fort is nog in redelijke conditie en is een toeristische trekpleister geworden.

## Geschiedenis
Korte tijd heeft op deze plek een Portugees fort gestaan. De Portugezen waren aan de westkust gevestigd, waar de kaneel groeide, die in Europa met veel winst verkocht kon worden. In 1602 verscheen echter de ontdekkingsreiziger Joris van Spilbergen namens de compagnie van De Moucheron in Zeeland met twee schepen bij Batticaloa, en ondernam een tocht naar het hof van koning Wimaladharmasuriya I van Kandy in de bergen in het binnenland, waarbij geschenken werden uitgewisseld en afspraken werden gemaakt over handel. Hoewel het contact al weer verbroken werd in 1603, na de rampzalige expeditie van Sebald de Weert die na een ruzie samen met zijn manschappen aan het hof vermoord werd, vonden de Portugezen het toch raadzaam om forten te bouwen aan de oostkust. In 1623 in Trincomalee en in 1628 in Batticaloa. Dit wekte de woede van koning Senarat, de opvolger van Wimaladharmasuriya, waarop oorlog uitbrak.
In 1636 verzocht de opvolger van Senarat, Raja Singha II, de inmiddels opgerichte VOC om de Portugezen van Ceylon te verdrijven, in ruil voor het monopolie op de handel. Vloten van de VOC onder Adam Westerwoldt en Antonie Caan veroverden daarop in 1638 beide forten. Na in 1640 ook Negombo en Galle aan de westkust veroverd te hebben werden zowel fort Trincomalee als fort Batticaloa overgedragen aan Raja Singha. Een aantal jaren werden ze bemand door manschappen van de koning, maar daarna werden ze afgebroken. Trincomalee in 1640 en Batticaloa in 1643.
In de jaren na 1658 werd het beleid van de VOC in Ceylon expansionistischer, vooral onder Rijcklof van Goens, die alle buitenlandse handel onder controle wilde krijgen en van Ceylon een rendez-vous voor westelijk Azië wilde maken. Werd zijn verzoek aan Batavia om Kalpitiya, Batticaloa en Trincomalee in bezit te nemen in eerste instantie nog afgewezen om Raja Singha niet te provoceren, bij zijn tweede ambtsperiode, vanaf 1664, werd het goedgekeurd vanwege toenemende interesse van de Engelsen en de Fransen in Ceylon. In 1668 vertrok Adriaan Roothaas, commandeur van Galle, naar Batticaloa om daar een nieuw fort te bouwen. Er werd gekozen voor de plek waar het Portugese fort had gestaan, vermoedelijk om van de resten ervan gebruik te kunnen maken. In later jaren werd betreurd dat er geen betere plek, meer ten zuiden direct aan zee was gekozen. Bewijs voor inbreuk op het monopolie van de VOC op kaneel door Europese concurrenten werd gevonden in de vorm van wat stukjes kaneel in een verlaten pakhuis.
De forten Batticaloa en Trincomalee werden gedurende de 18de eeuw niet voortdurend bezet, en raakten soms in verval. Ze dienden voornamelijk als grensposten, terwijl de kosten van onderhoud hoog waren en de garnizoenen vanwege hun moeilijk bereikbare locatie lastig waren te bevoorraden. Ook ziekte was een probleem.
In 1795, toen de Republiek bezet was door de Fransen in de Eerste Coalitieoorlog werd het fort ingenomen door de Britten, en bij de vrede van Amiens in 1802 samen met heel Ceylon aan Groot-Brittannië afgestaan.

## Externe link

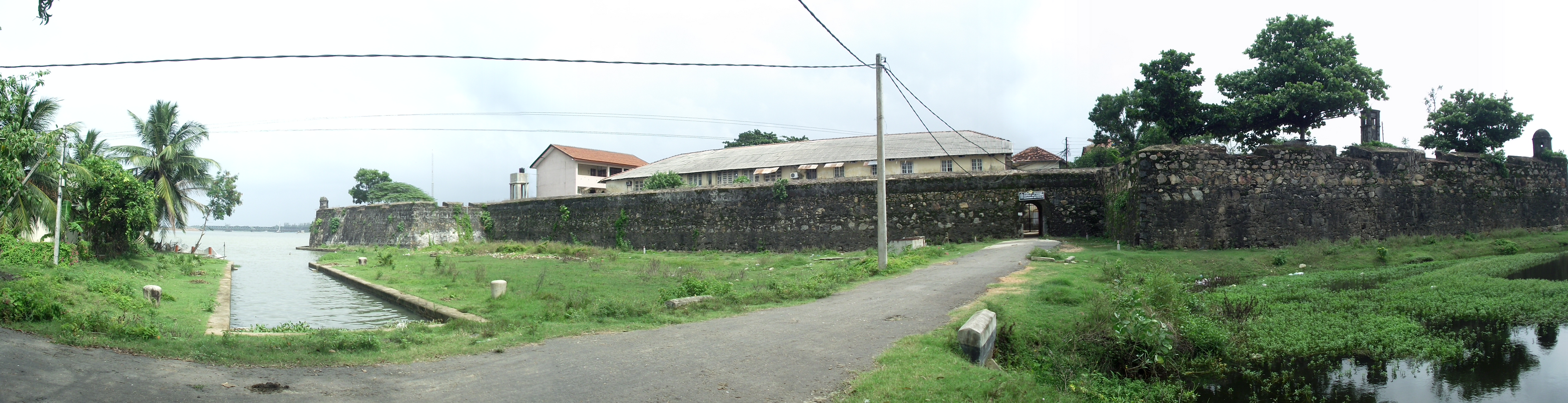
Fort Batticaloa in 2011
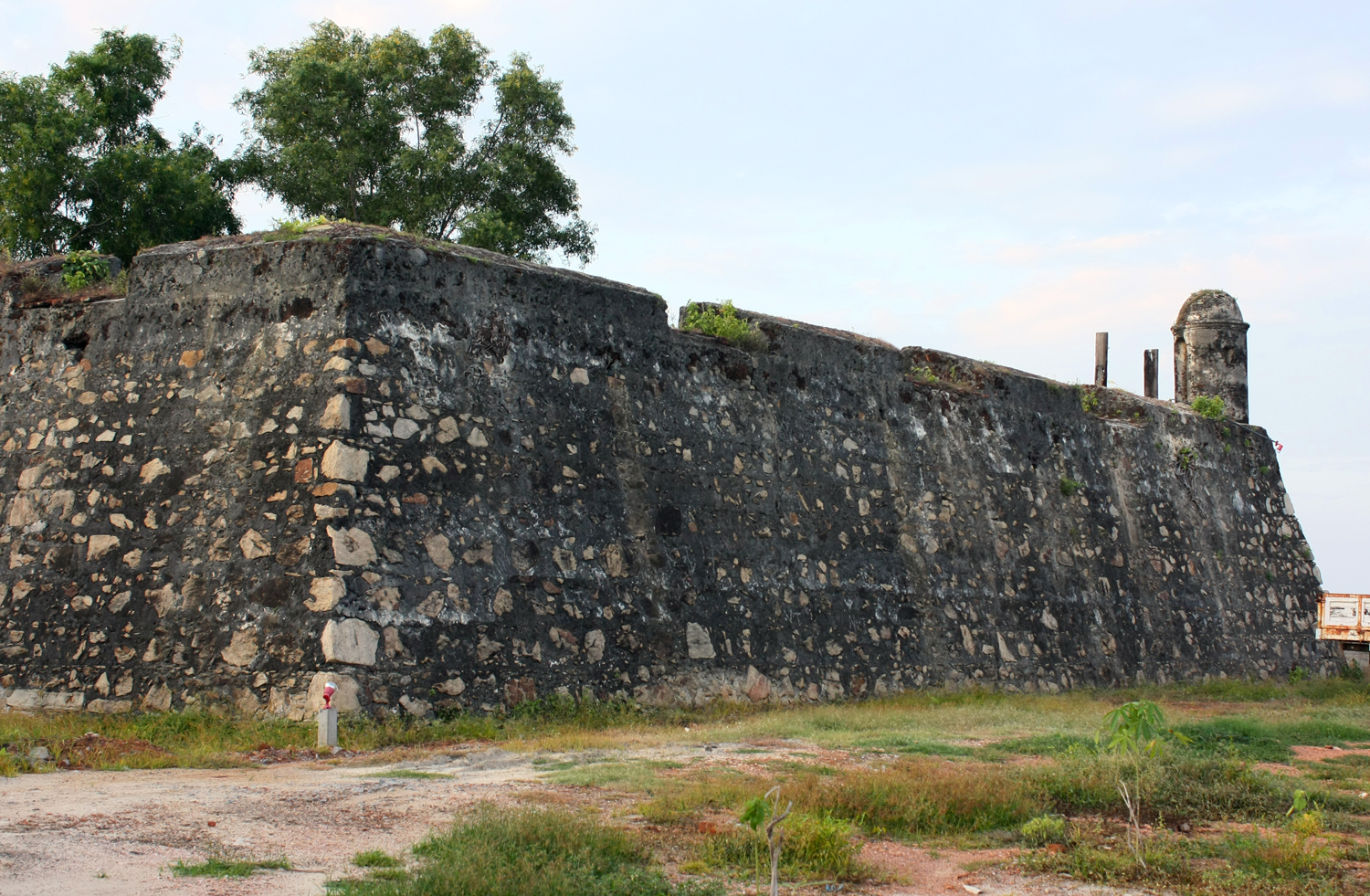
Landzijde van het fort
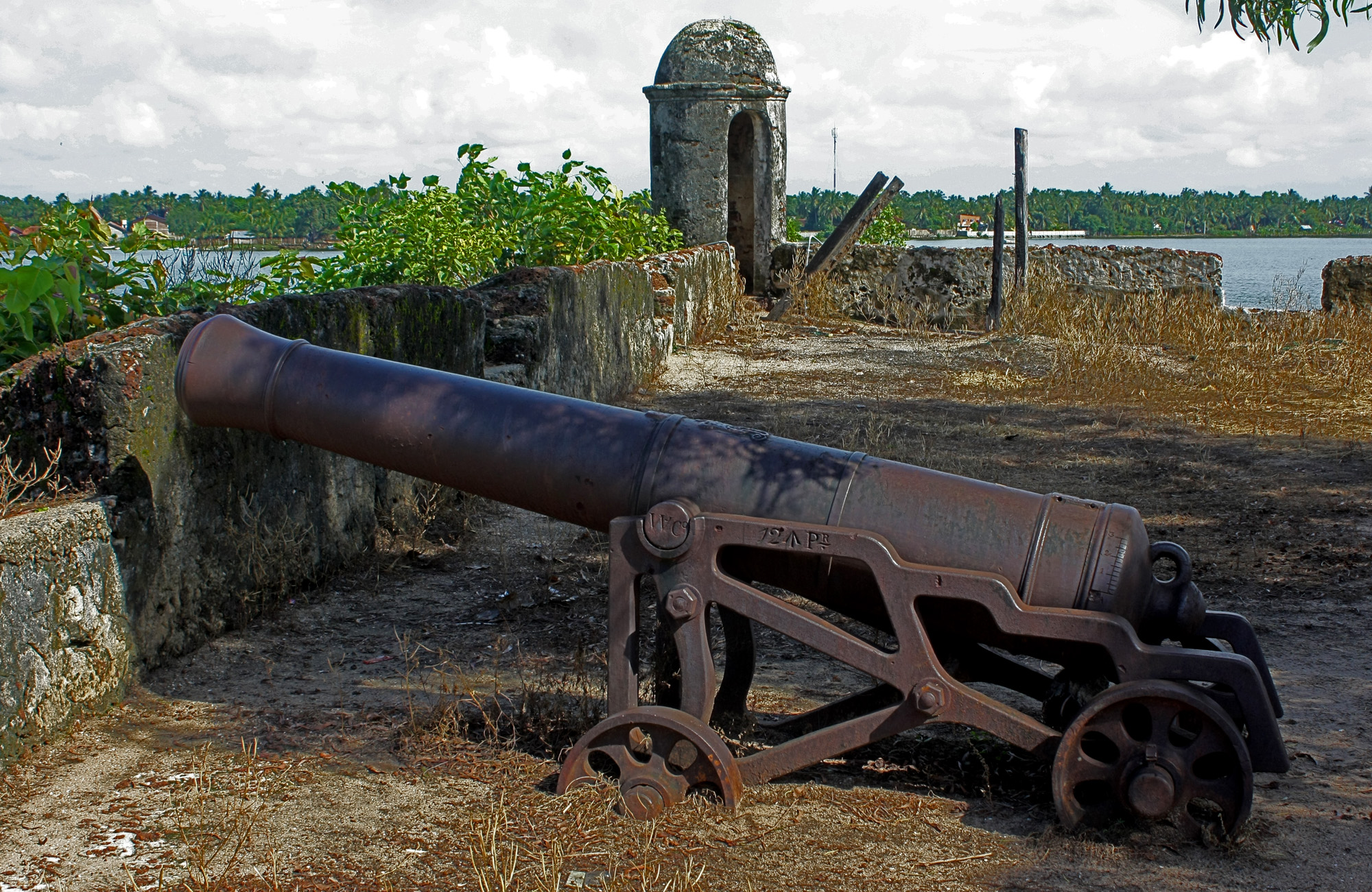
VOC-kanon
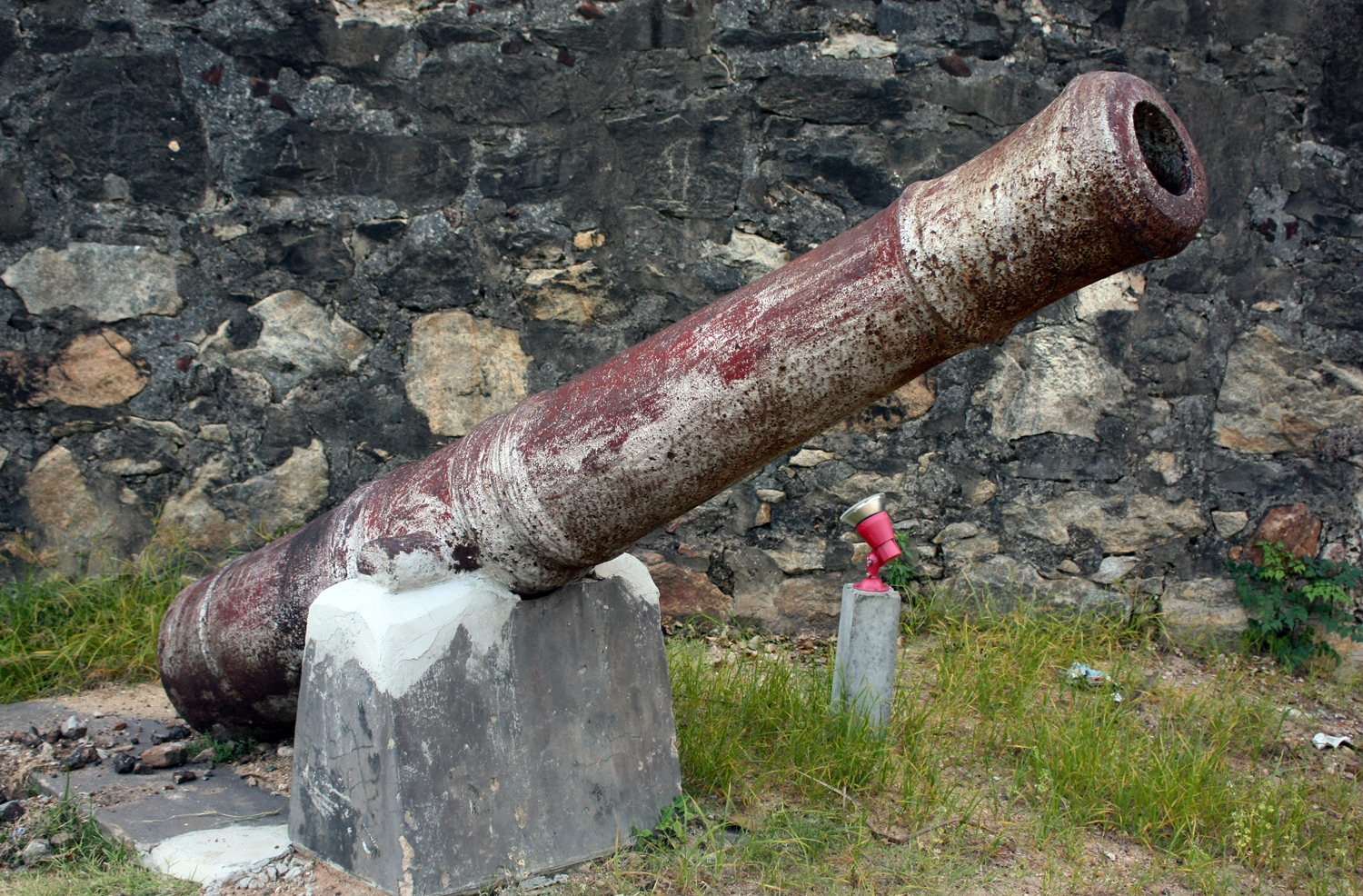
Kanon in het fort
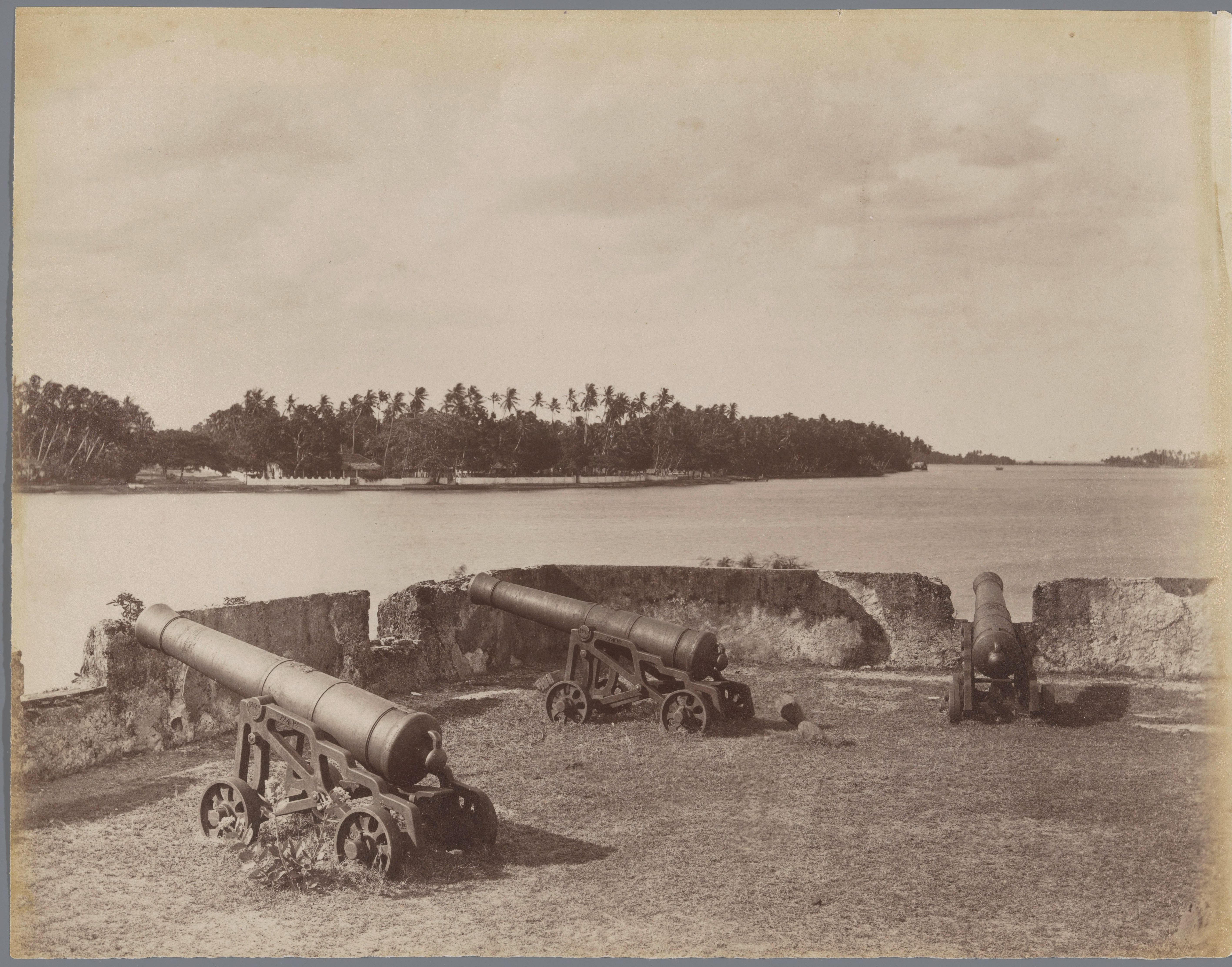
Uitzicht ca. 1900 vanaf (vermoedelijk) bastion Amsterdam
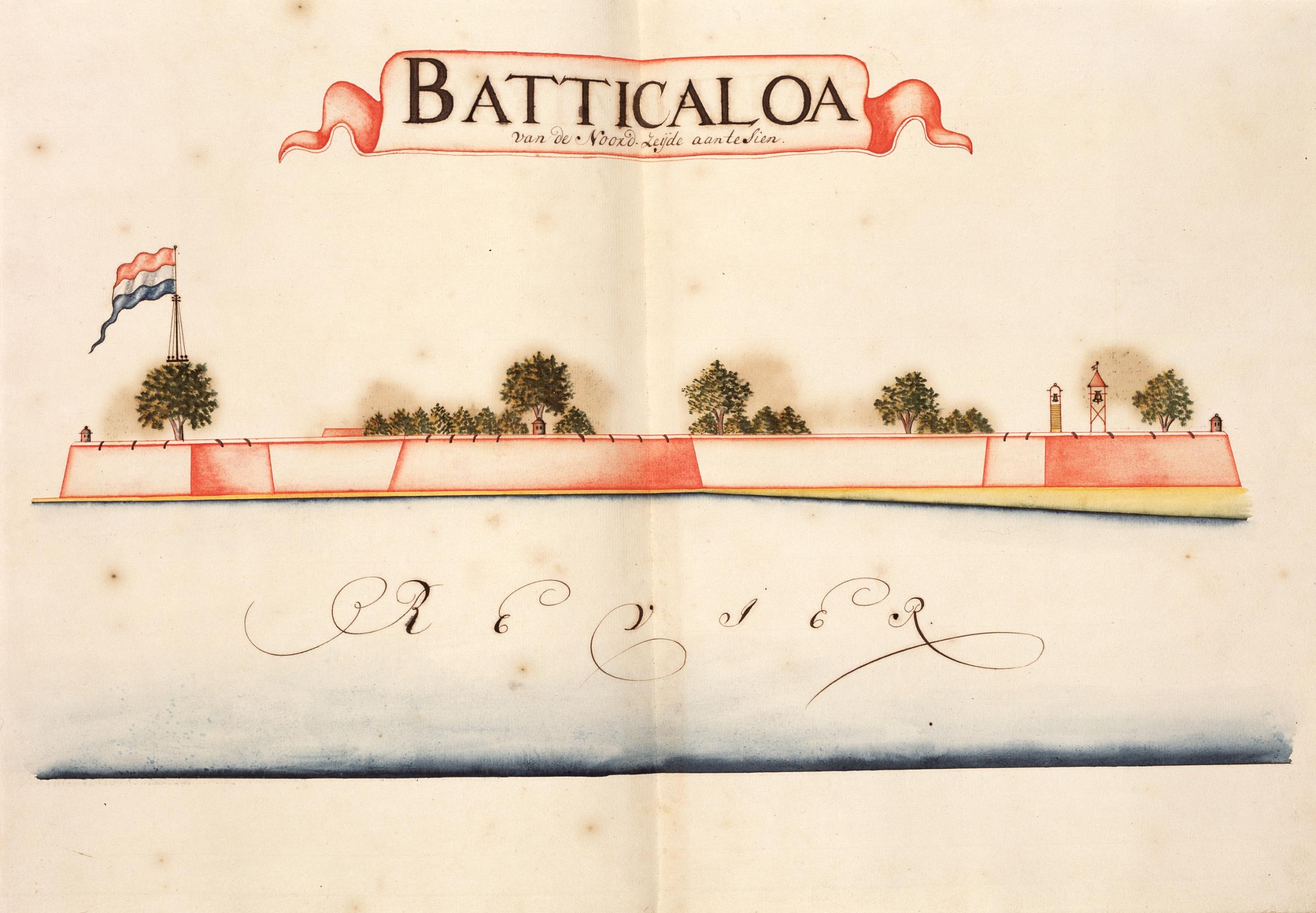
Het fort in 1721 gezien vanaf het noorden
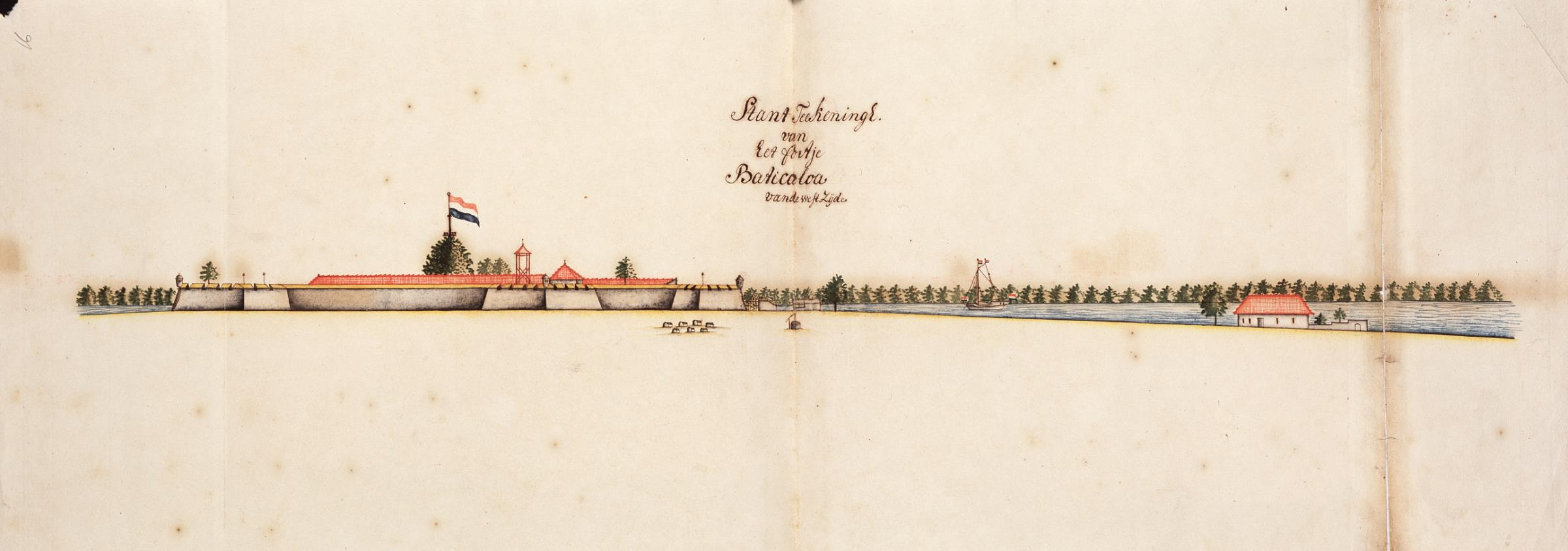
Het fort in 1721 gezien vanaf het westen.
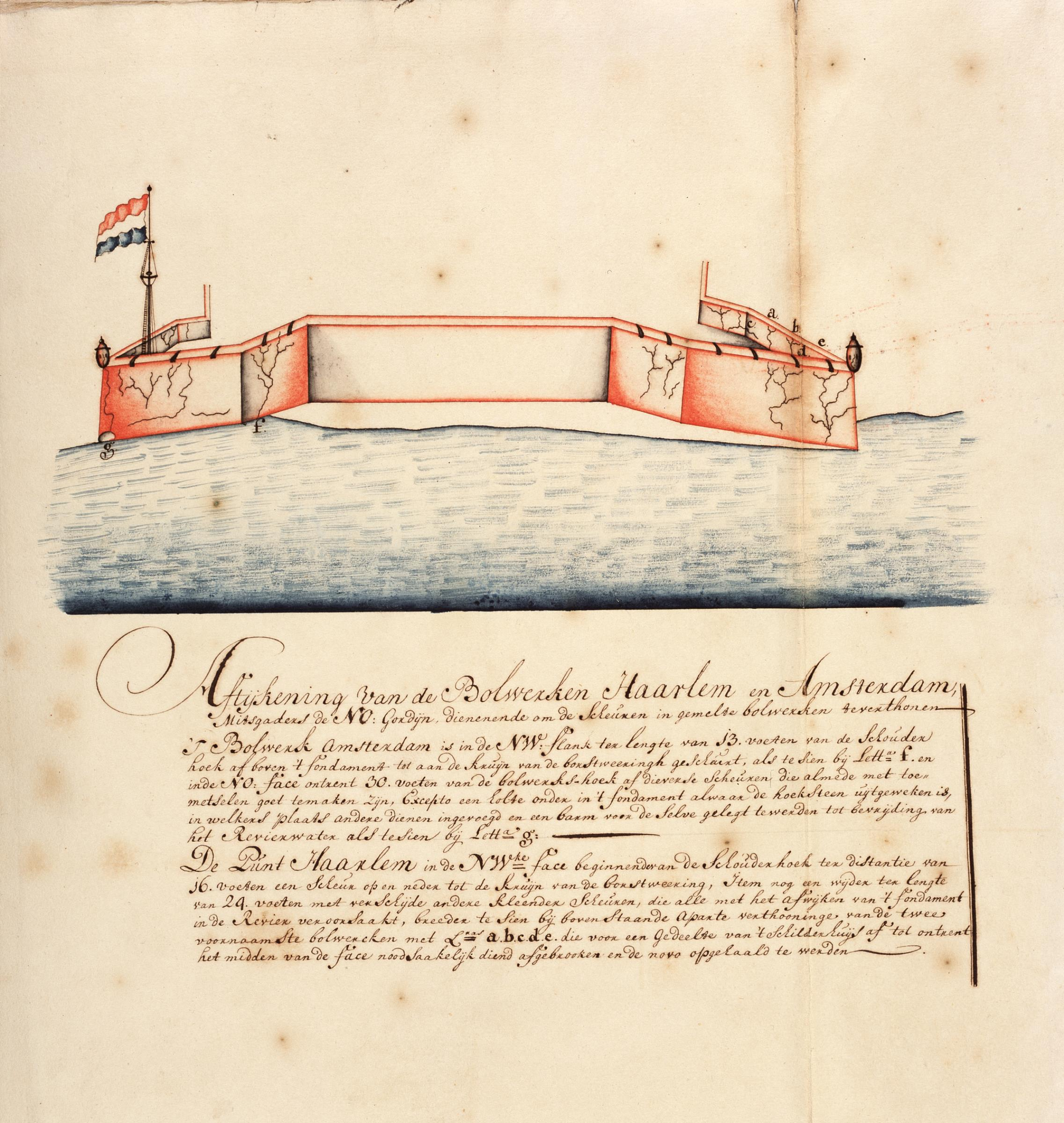
Bastions Haarlem en Amsterdam in 1721 met de plekken waar scheuren waren geconstateerd.
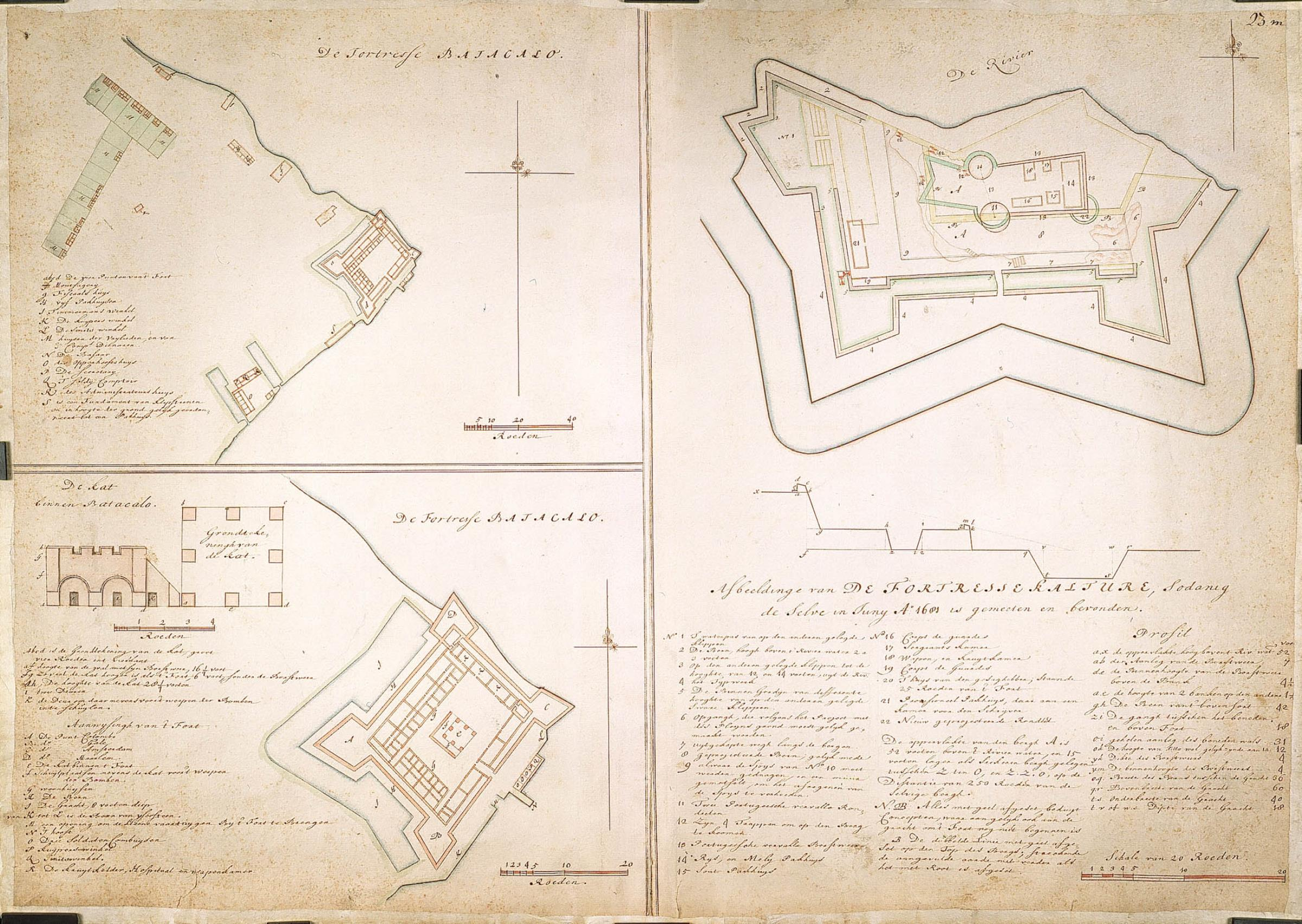
Plattegrond van ca. 1700 van het fort met de Kat op de binnenplaats en pakhuizen er buiten.
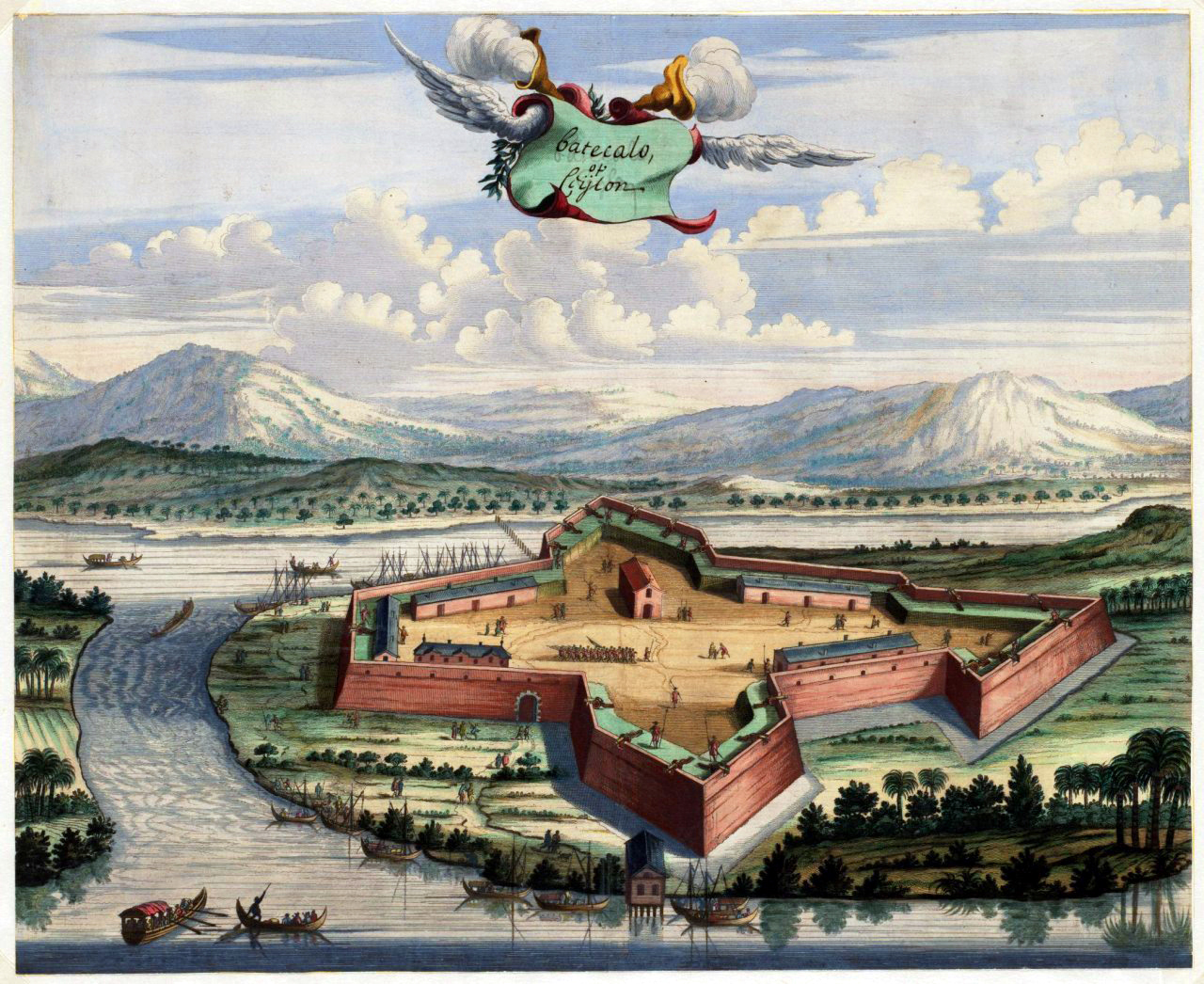
Gezicht in vogelvlucht op het Portugese fort van Batticaloa, anoniem, ca. 1665.